# Quilmes
Quilmes là thành phố ở tỉnh Buenos Aires, Argentina. Thành phố là thủ phủ của Quilmes Partido (Partido de Quilmes), và có dân số 230.810 người. Thành phố có cự ly 17 km (11 mi) về phía nam thủ đô Buenos Aires.